# 133404 Morogues
133404 Morogues este o planetă minoră (asteroid) din centura de asteroizi. A fost descoperită pe 23 septembrie 2003 la Saint-Sulpice de Bernard Christophe⁠(d) și a fost numită după Morogues. 
Obiectul prezintă o orbită caracterizată de o semiaxă mare de 2,9711134929184 UAi, o excentricitate de 0,07, o înclinație de 2,9 ° în raport cu ecliptica.